# Universitat Pontifícia de Comillas
La Universitat Pontifícia de Comillas és una universitat privada, catòlica, dirigida per la Companyia de Jesús, que té la seu principal a Madrid i tres campus a Madrid, Cantoblanco i Ciempozuelos. Té 9.301 alumnes i 1.712 professors.

## Història

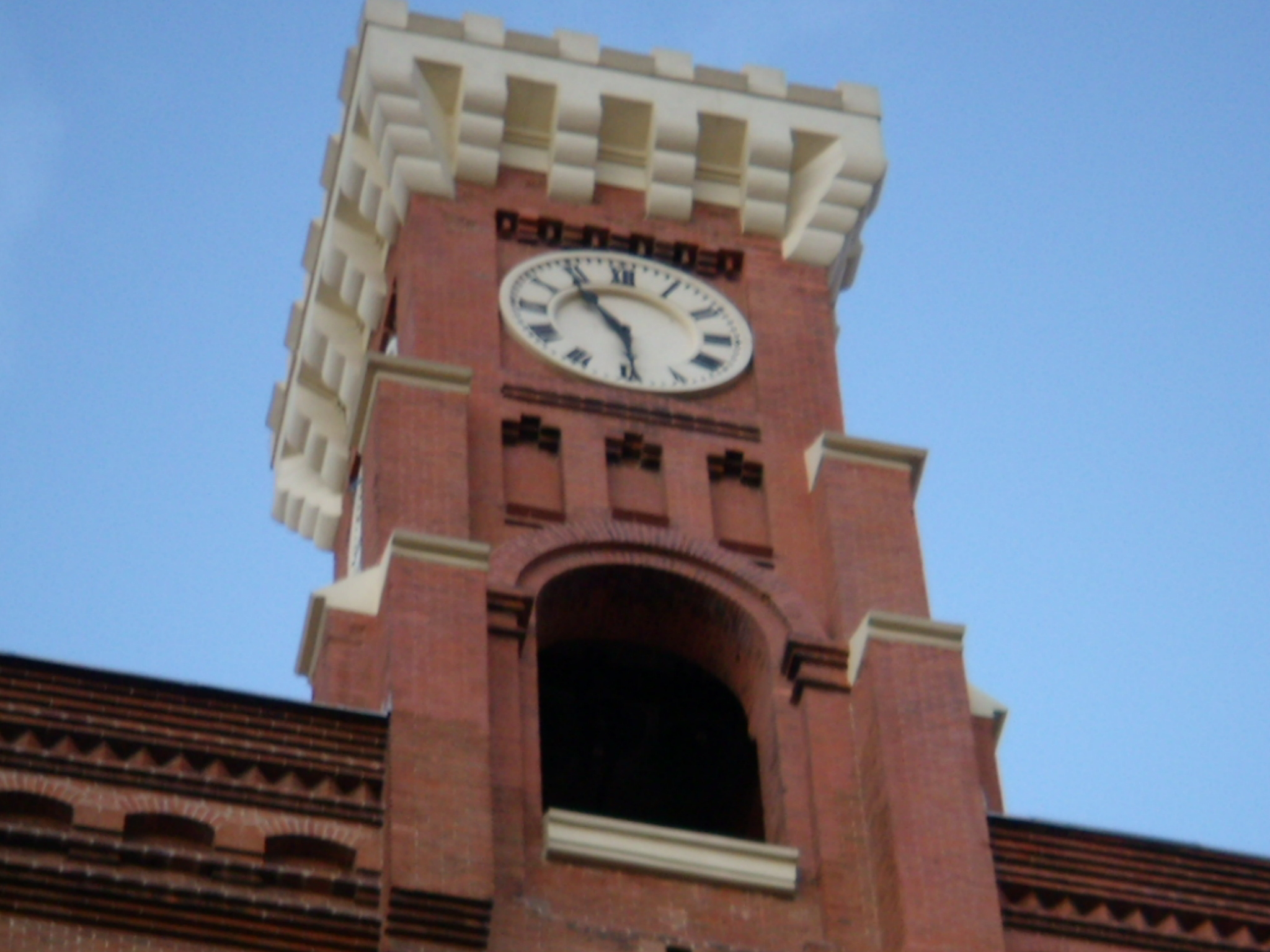
Rellotge d'Areneros

Fou creada com el Seminari de San Antonio de Padua de Comillas el 16 de desembre de 1890 a Comillas (Cantàbria), Espanya, erigit pel Papa Lleó XIII, mitjançant el Breu Apostòlic "Sempiternam Dominici Gregis". En els seus inicis era un seminari catòlic per a la formació de candidats al sacerdoci, promogut a instàncies del jesuïta Tomás Gómez Carral i construït pel seu patrocinador, Antonio López y López, primer Marquesat de Comillas, i el seu fill Claudi López i Bru, segon marquès de Comillas, que continuaria la tasca del seu pare.
La seva disciplina interna i qualitat acadèmica van fer-ne un lloc on van confluir un important nombre de vocacions sacerdotals procedents de totes les diòcesis espanyoles, d'Amèrica del Sud i de les Filipines. L'augment de la seva activitat va fer que de mica en mica s'afegissin nous edificis als ja existents: Seminari Major (1882), Seminari Menor (1912), Col·legi Màxim (1944) i el Col·legi Hispanoamericà (1946). El 19 de març de 1904, el Papa Pius X va concedir al Seminari Pontifici de Comillas, per mitjà del Decret "Praeclaris honoris argumentas", la facultat de conferir graus acadèmics en Filosofia, Teologia i Dret Canònic, convertint-se en Universitat Pontifícia.
El 24 de gener de 1969, el papa Pau VI va autoritzar amb una carta al Gran Canceller el trasllat a Madrid de la universitat i la seva obertura a l'ensenyament a seglars. El 20 de juny de 1978 es va fer l'erecció canònica i la incorporació de l'Escola Tècnica Superior D'Enginyeria (ICAI), la Facultat de Ciències Econòmiques i Empresarials (ICADE) i l'Escola Tècnica Superior D'enginyeria (ICAI). El govern espanyol va reconèixer plens efectes civils als estudis por Reial Decret 1610/1979, de 4 d'abril, de conformitat amb el que estableix el Conveni entre la Santa Seu i el govern espanyol del 5 d'abril de 1962. Posteriorment s'han incorporat nous centres d'estudi i investigació fins a arribar a les cinc facultats, 2 escoles universitàries i 6 instituts actuals.

## Campus i centres
- Carrer Alberto Aguilera 23 de Madrid
  - Facultat de Teologia
  - Facultat de Dret Canònic
  - Facultat de Dret (ICADE)
  - Facultat de Ciències Econòmiques i Empresarials (ICADE)
  - Facultat de Ciències Humanes i Socials
  - Institut Universitari d'Espiritualitat
  - Institut Universitari d'Estudis sobre Migracions
  - Institut d'Idiomes Moderns
- Carrer Alberto Aguilera 25 Madrid
  - Escola Tècnica Superior d'Enginyeria (ICAI)
- Carrer Santa Cruz de Marcenado 26 Madrid
  - Institut d'Investigació Tecnològica
- Carrer Rey Francisco 4, Madrid
  - ICADE Business School
- Carrer Francisco de Ricci 3 Madrid
  - Càtedra d'Internacionalització Empresarial, Diversitat i Desenvolupament Professional
  - Càtedra de Ciència, Tecnologia i Religió
  - Institut d'Investigació Tecnològica (I.I.T.)
  - Càtedra d'Ètica Econòmica i Empresarial.
- Carrer Universitat de Comillas 3-5, Cantoblanco
  - Facultat de Teologia
  - Facultat de Ciències Humanes i Socials
  - Institut Universitari de Cièncias de l'Educació
  - Institut Universitari de la Família
- Avinguda de San Juan de Dios 1 Ciempozuelos
  - Escola Universitària d'Infermeria i Fisioteràpia "San Juan de Dios"

### Antic campus de Comillas
En l'actualitat l'enorme complex d'edificis originals situats en un lloc privilegiat de la vila càntabra pertanyen al Govern de Cantàbria que, després de negociacions amb Caja Cantàbria, ha adquirit el complex amb la finalitat de rehabilitar el Seminari Major, l'edifici amb major qualitat arquitectònica, i establir-hi el Centre Internacional d'Estudis Superiors de l'Espanyol (CIESE-CC), que es pretén sigui referent internacional per a la investigació i aprenentatge a professionals, investigadors i estudiants de la cultura hispànica i la llengua espanyola. Així mateix, els edificis del Seminari Menor i l'Edifici Màxim de l'antiga Universitat Pontifícia van ser elegits per albergar una seu de centre de la Fundació Comitè Espanyol dels Col·legis del Món Unit a Espanya, que finalment no es va materialitzar.